# 미엔달렌 IF
미엔달렌 IF(Mjøndalen IF)는 노르웨이에 위치한 미엔달렌을 연고로 하는 축구팀이다. 이 팀은 1910년에 창단하였다.

## 선수 명단

### 현역
- 마르틴 오벤스타드(2010 ~ 2011, 2020 ~ )
- 에릭 스타보스 스키스타드(2020 ~ )
- 요아킴 올센 솔베르그(2008 ~ 2016, 2018 ~ )

### 역대
- 이바 라야브(2010)